# Stora Haggöl
Stora Haggöl är en sjö i Vimmerby kommun i Småland och ingår i Botorpsströmmens huvudavrinningsområde. Sjön har en area på 0,0627 kvadratkilometer och ligger 133,3 meter över havet.

## Delavrinningsområde
Stora Haggöl ingår i det delavrinningsområde (640391-150917) som SMHI kallar för Utloppet av Solaren. Medelhöjden är 150 meter över havet och ytan är 50,66 kvadratkilometer. Det finns inga avrinningsområden uppströms utan avrinningsområdet är högsta punkten. Isnäsström (Yxeredsån) som avvattnar avrinningsområdet har biflödesordning 2, vilket innebär att vattnet flödar genom totalt 2 vattendrag innan det når havet efter 62 kilometer. Avrinningsområdet består mestadels av skog (77 %). Avrinningsområdet har 3,92 kvadratkilometer vattenytor vilket ger det en sjöprocent på 7,7 %.